# Stirlingia
Stirlingia är ett släkte av tvåhjärtbladiga växter. Stirlingia ingår i familjen Proteaceae.
Kladogram enligt Catalogue of Life:
| Stirlingia | \| \| Stirlingia divaricatissima \| \| \| \| \| \| Stirlingia latifolia \| \| \| \| \| \| Stirlingia simplex \| \| \| \| \| \| Stirlingia tenuifolia \| \| \| \| |
|            | \| \| Stirlingia divaricatissima \| \| \| \| \| \| Stirlingia latifolia \| \| \| \| \| \| Stirlingia simplex \| \| \| \| \| \| Stirlingia tenuifolia \| \| \| \| |
|            | Stirlingia divaricatissima |
|            | |
|            | Stirlingia latifolia |
|            | |
|            | Stirlingia simplex |
|            | |
|            | Stirlingia tenuifolia |
|            | |